# Neoplocaederus pedestris
Neoplocaederus pedestris là một loài bọ cánh cứng trong họ Cerambycidae.